# Sega System 24
La Sega System 24 es una videoconsola de arcade lanzada por Sega en 1988. Fue producida para máquinas de arcade recibidoras de monedas hasta 1996. Algunos de los juegos lanzados en el sistema fueron: Bonanza Bros., Hot Rod y Gain Ground.

## Características
- CPU principal: 2 x Motorola 68000 @ 10 MHz
- Sonido: Zilog Z80
- Chip de sonido: Yamaha YM2151 @ 4 MHz
- Paleta: 4352